# Dinero rosa
El dinero rosa describe el poder adquisitivo de la comunidad LGBT, especialmente con referencia a las donaciones políticas. Con el auge del movimiento de los derechos LGBT, el dinero rosa ha pasado de ser un mercado marginal a convertirse en una industria floreciente en diversas partes del mundo occidental, tales como Estados Unidos y el Reino Unido.  Muchos negocios se dirigen ya específicamente a los consumidores homosexuales, incluyendo tiendas, clubes nocturnos, restaurantes e incluso taxis. También el turismo homosexual va en auge a escala mundial; la demanda de estos servicios surge de la percepción difundida de discriminación y homofobia por parte de los negocios tradicionales. En el mundo, el dinero rosa se valora en 350.000.000 £, a través de diversos sectores (especialmente entretenimiento y bienes de consumo).
El poder económico del dinero rosa se ha interpretado como una fuerza positiva para la comunidad gay, al crear una especie de «autoidentificación financiera» que ayuda a gais y lesbianas a sentirse parte de una comunidad que les valora. Es más, por encima del 90% de los homosexuales apoyan los negocios que tienen como objetivo el dinero rosa, mientras que rechazan activamente las empresas «antigay». Sin embargo, han surgido ciertas críticas por parte de grupos homosexuales hacia los negocios dirigidos al dinero rosa, argumentando que segregan a la comunidad homosexual de la sociedad, y dificultan los derechos LGBT.  (véase queer)
En materia política, con la aparición de agrupaciones en favor del conservadurismo LGBT, quienes realizan especial énfasis en materia económica en relación con el pago de impuestos de los LGBT en un país determinado, así como también del alto poder adquisitivo que pueden llegar a poseer, el dinero rosa cobra importancia en su discurso para ejercer presión, tanto dentro de su propio sector conservador como en la política en general.